# 2 cm Flak 38
2 cm Flak 38, förkortning av 2 cm Flugabwehrkanone 38 (direktöversatt: 2 cm flygvärnskanon 38), var en tyskutvecklad 20 mm luftvärnsautomatkanon som användes i stor skala under andra världskriget. Kanonen var en vidareutveckling av 2 cm Flak 30 från slutet av 1930-talet där man höjt eldhastigheten från 300 till 450 skott per minut. 2 cm Flak 30 och 2 cm Flak 38 kom att tjänstgöra jämsides under kriget.

## Nazityskland: 2 cm Flak 38 (2 cm C/38)
2 cm Flak 38 utvecklades som en ersättare för 2 cm Flak 30, vars eldhastighet ansågs för låg (300 skott per minut). Konstruktören Rheinmetall vidareutvecklade 2 cm Flak 30 till det som kom att bli 2 cm Flak 38 genom att höja eldhastigheten till 450 skott per minut och göra hela konstruktionen lättare. Utöver detta var pjäsen mycket lik dess föregångare. I tyska armén (Das Heer) betecknades den nya pjäsen 2 cm Flak 38; i den tyska marinen (Kriegsmarine), 2 cm C/38.
För att ge fallskärms- och bergsjägare luftvärnskapabilitet, anlitades Mauser för att producera en förenklad version av 2 cm Flak 38 med lättare lavettage, vilken kom att införas som 2 cm Gebirgsflak 38, förkortat 2 cm Gebf 38. Den hade en starkt förenklad lavett som saknade bogseringsförmåga. Dessa förändringar minskade den totala vikten av pjäsen till 276 kg. Produktionen startade 1941 och pjäsen kom ut i fält 1942.
Efter en tid utvecklades även en kvadrupelpipig-variant av pjäsen för att öka verkan mot flygmål. Denna pjäs fick namnet 2 cm Flakvierling 38, där vierling betyder "fyrling". 2 cm Flakvierling användes mycket flitigt under andra världskrigets slutskede och utgjorde bestyckning på diverse olika fordon, exempelvis luftvärnskanonvagnen Flakpanzer IV Wirbelwind.

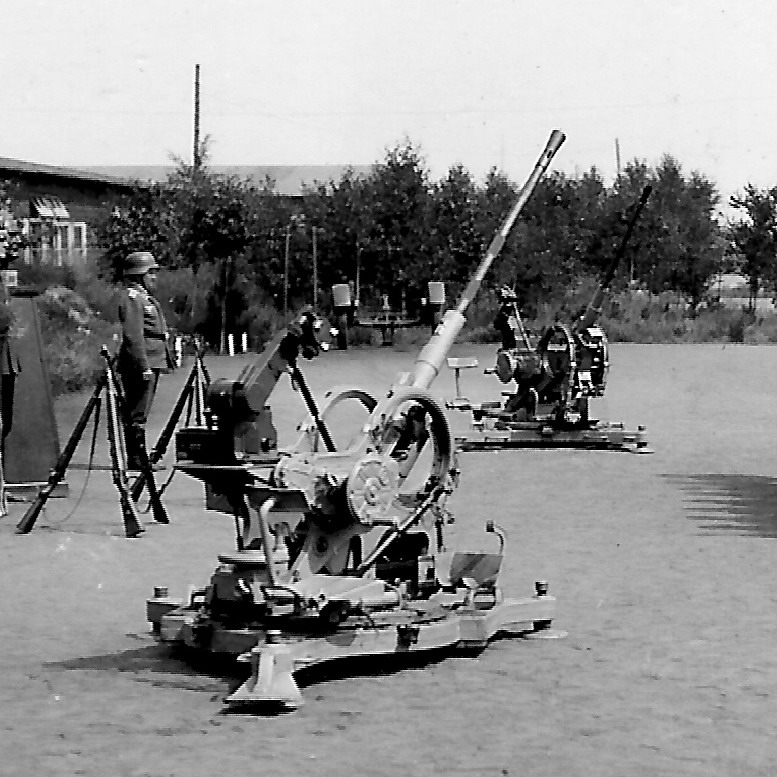
2 cm Flak 38 i plattformslavett.
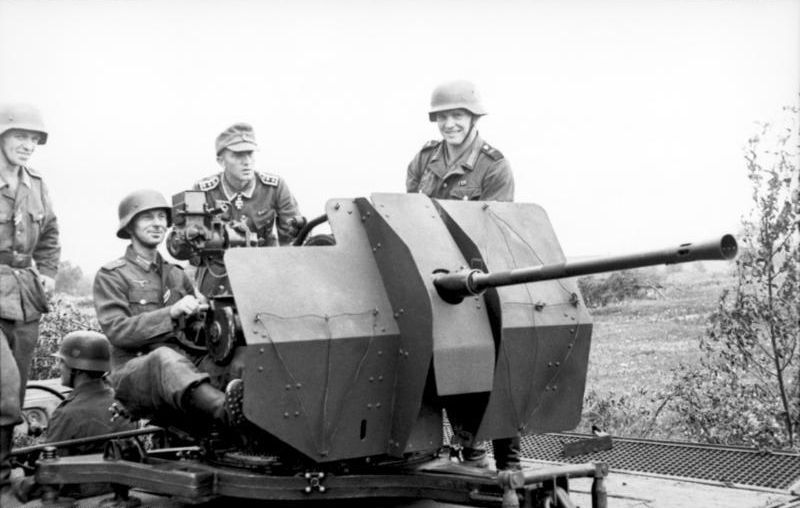
2 cm Flak 38 i plattformslavett med pansarsköld.
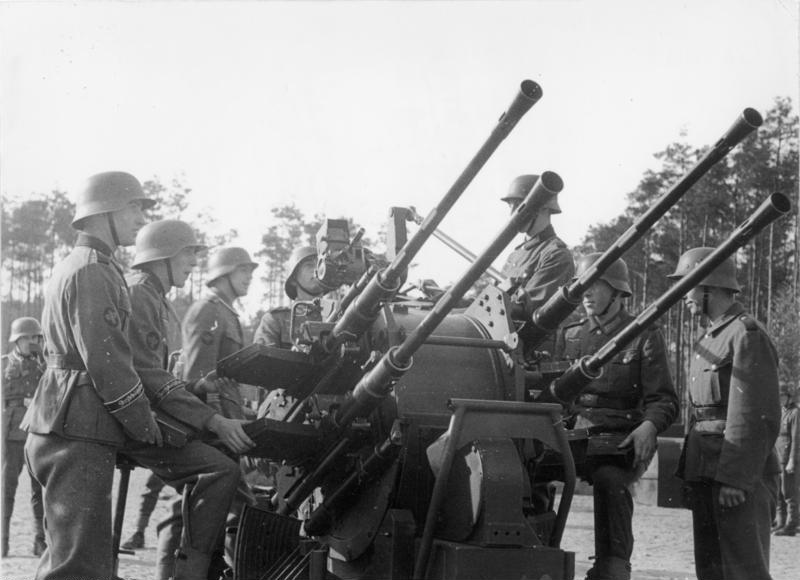
2 cm Flakvierling 38, kvadrupellavett.
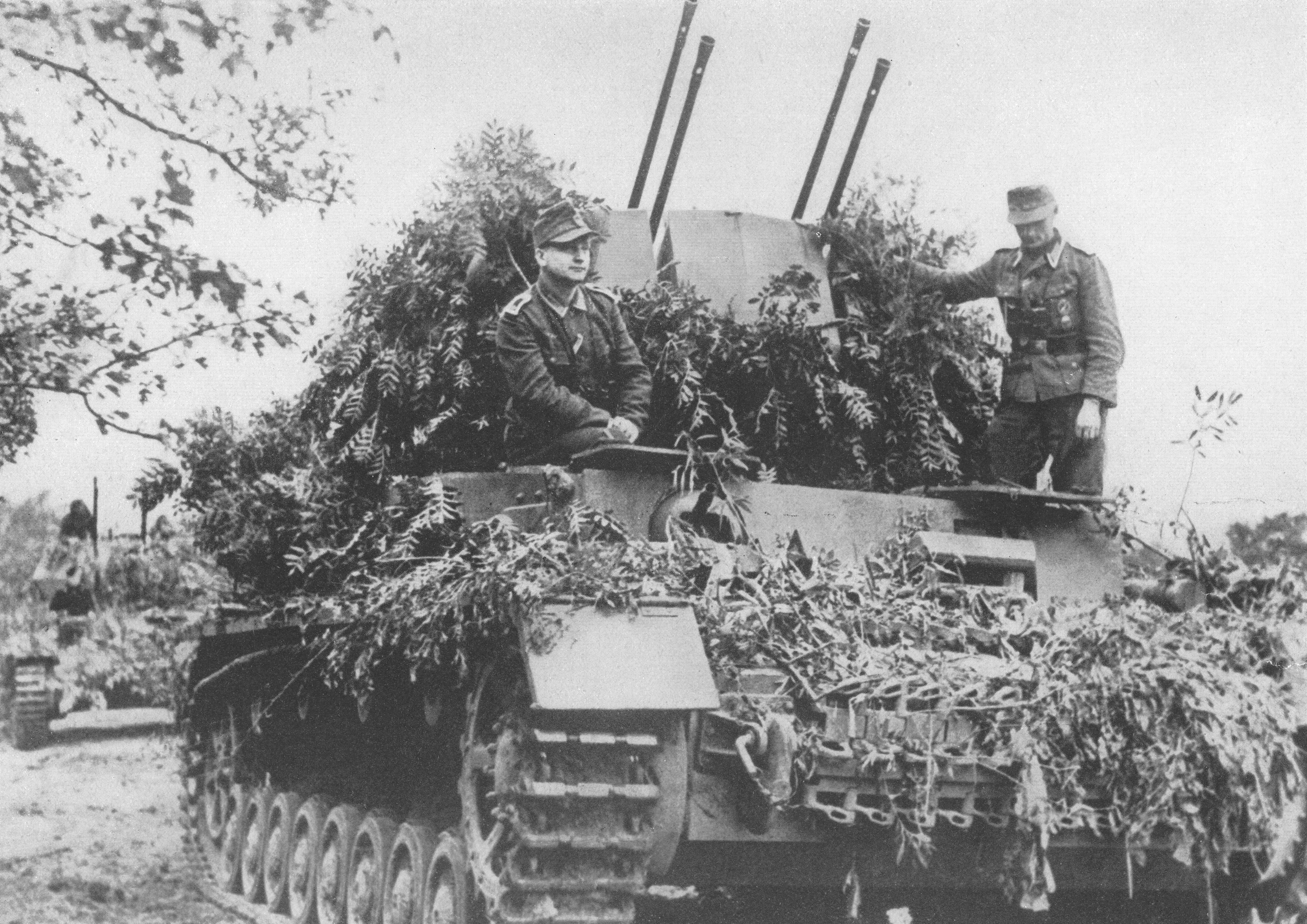
Flakpanzer IV Wirbelwind luftvärnskanonvagn.

## Finland: 20 ItK/38
Finland köpte 1939 in 30 stycken 2 cm Flak 30 inför vinterkriget och ytterligare 20 stycken under kriget. Dessa utgjorde en viktig del av det finska luftvärnet under vinterkriget men fanns i för få antal. När fortsättningskriget drog igång fick Finland möjligheten att köpa uppföljaren 2 cm Flak 38 från Nazityskland, varav 93 till 113 vapen anskaffades runt 1944. Dessa betecknades 20 mm IlmatorjuntaKanuuna m/38, förkortat 20 ItK/38 (finska för "20 mm luftvärnskanon m/38").
Finland kom att bruka 20 ItK/30 och 20 ItK/38 fram tills början av 1960-talet då de magasinerades och slutligen skrotades på 1990-talet.

## Varianter
- 2 cm Flugabwehr-Kanone 38 (2 cm Flak 38): Grundvariant
- 2 cm Gebirgsflak 38 (2 cm Gebf 38): Lättviktspjäs för bergstrupper och fallskärmsjägare.
- 2 cm Flak-Vierling 38: Kvadrupelpjäs.

### Bilder

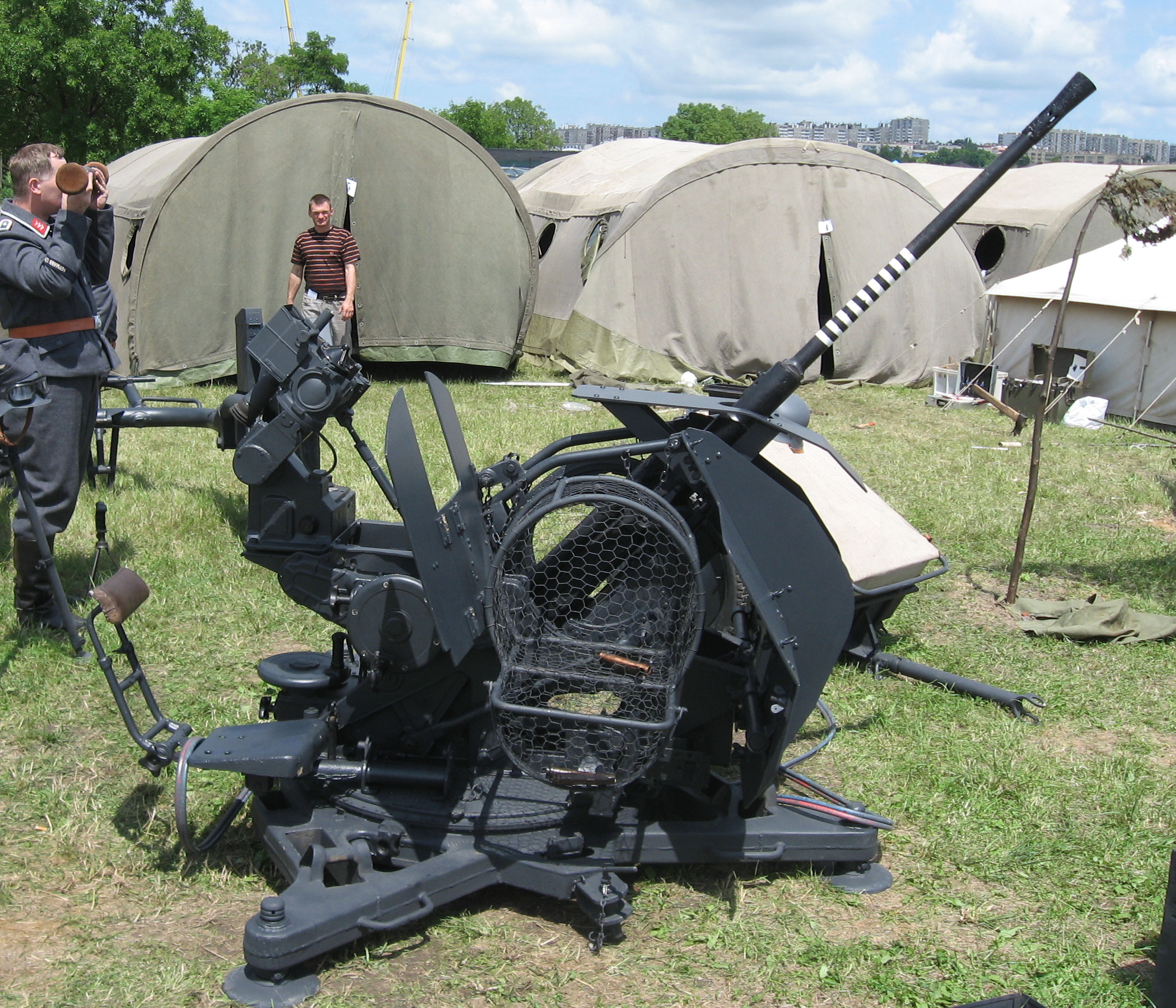
2 cm Flak 38
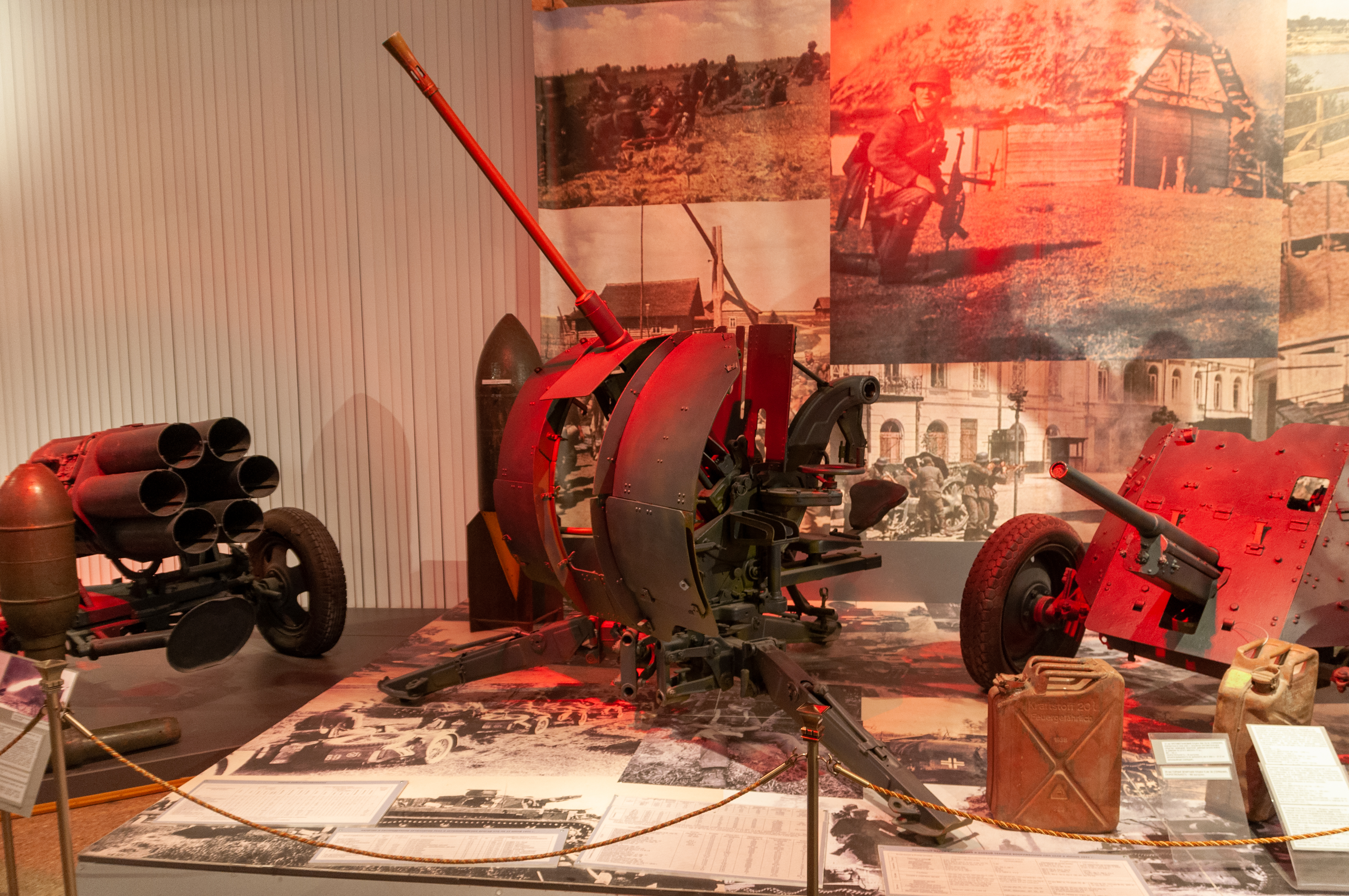
2 cm Gebf 38
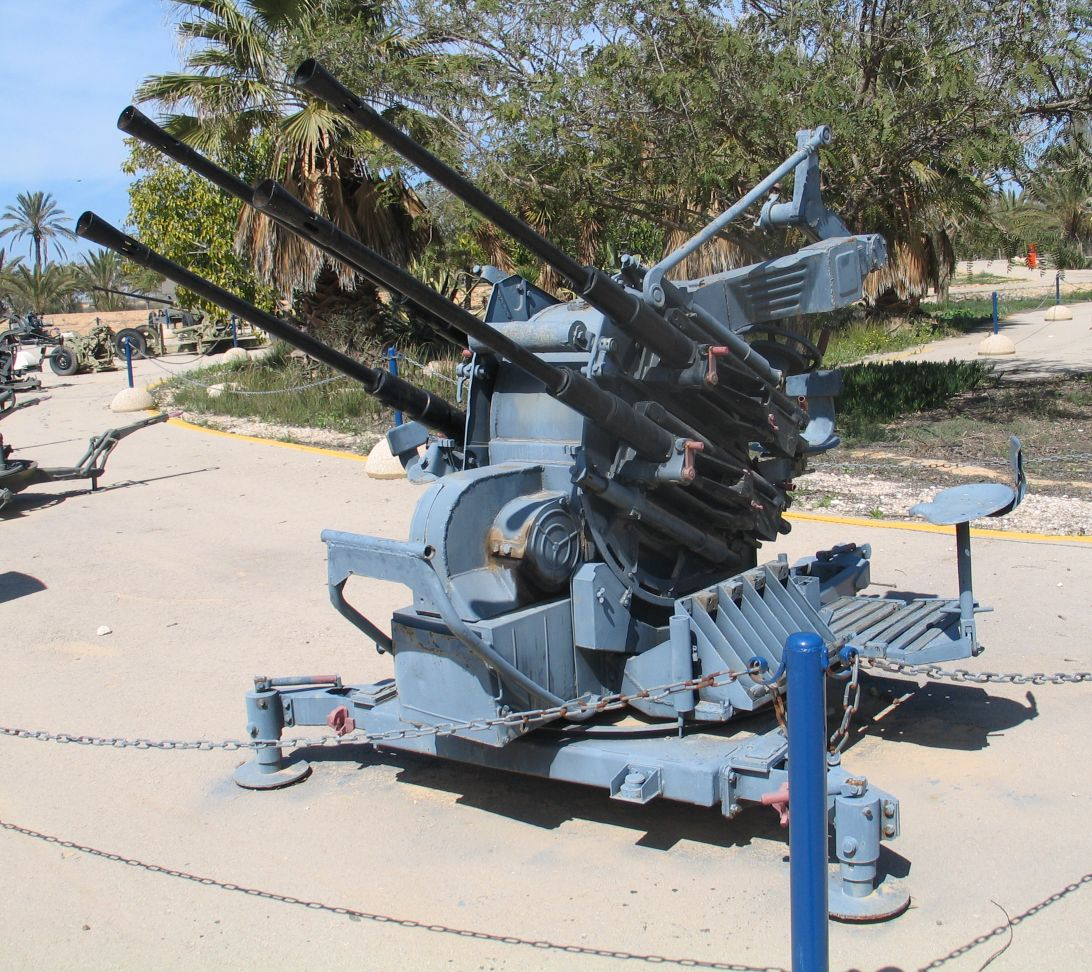
2 cm Flakvierling 38

### Webbkällor
- ”German Weapon and Ammunition Production” (på engelska). Arkiverad från originalet den 14 juni 2011. https://web.archive.org/web/20110614075846/http://orbat.com/site/sturmvogel/GermWeapProd.html. Läst 30 juli 2011.
- www.tarrif.net